# Новокубанськ
Новокубанськ — місто у Росії, адміністративний центр Новокубанського району Краснодарського краю. 
Новокубанськ розташовано на лівому березі річки Кубань, за 187 км на схід від Краснодара, за 12 км від Армавіру, біля межі зі Ставропольським краєм.
Населення 33,4 тис. осіб (2023)
1867 — створено село Кубанське. Пізніше, після об'єднання з околишніми хуторами, село перейменоване в Новокубанське. 
1966 — присвоєно статус міста. 